# Kira Ivanova
Kira Valentinovna Ivanova (em russo:  Кира Валентиновна Иванова, Moscou, RSFS da Rússia, 10 de janeiro de 1963 – Moscou, Rússia, 18 de dezembro de 2001) foi uma patinadora artística russa. Ela conquistou uma medalha de bronze olímpica em 1984, e conquistou uma medalha de prata em campeonatos mundiais.
Foi encontrada morta em seu apartamento com múltiplas facadas no corpo. Seu agressor jamais foi encontrado.

## Principais resultados
| Resultados                                                                                               | Resultados       | Resultados       | Resultados      | Resultados      | Resultados        | Resultados      | Resultados        | Resultados       | Resultados       | Resultados       | Resultados       | Resultados    |
| Internacional                                                                                            | Internacional    | Internacional    | Internacional   | Internacional   | Internacional     | Internacional   | Internacional     | Internacional    | Internacional    | Internacional    | Internacional    | Internacional |
| Evento/Temporada                                                                                         | 1977– 1978       | 1978– 1979       | 1979– 1980      | 1980– 1981      | 1981– 1982        | 1982– 1983      | 1983– 1984        | 1984– 1985       | 1985– 1986       | 1986– 1987       | 1987– 1988       |               |
| --- | ---------------- | ---------------- | --------------- | --------------- | ----------------- | --------------- | ----------------- | ---------------- | ---------------- | ---------------- | ---------------- | ------------- |
| Jogos Olímpicos                                                                                          |                  |                  | 16.ª            |                 |                   |                 | Medalha de bronze |                  |                  |                  | 7.ª              |               |
| Campeonato Mundial                                                                                       |                  | 18.ª             |                 | 12.ª            |                   |                 | 4.ª               | Medalha de prata | 4.ª              | 5.ª              |                  |               |
| Campeonato Europeu                                                                                       |                  | 10.ª             | 11.ª            | 7.ª             |                   |                 | 4.ª               | Medalha de prata | Medalha de prata | Medalha de prata | Medalha de prata |               |
| Prize of Moscow News                                                                                     |                  | Medalha de prata | Medalha de ouro |                 | Medalha de prata  | Medalha de ouro | Medalha de ouro   | Medalha de ouro  |                  | Medalha de ouro  |                  |               |
| Skate Canada International                                                                               |                  | ?                |                 |                 | Medalha de bronze |                 |                   |                  |                  |                  |                  |               |
| Internacional – Júnior                                                                                   |                  |                  |                 |                 |                   |                 |                   |                  |                  |                  |                  |               |
| Campeonato Mundial Júnior                                                                                | Medalha de prata |                  |                 |                 |                   |                 |                   |                  |                  |                  |                  |               |
| Nacional                                                                                                 |                  |                  |                 |                 |                   |                 |                   |                  |                  |                  |                  |               |
| Campeonato Soviético                                                                                     |                  | Medalha de ouro  |                 | Medalha de ouro |                   | DSQ             | 4.ª               | Medalha de prata | Medalha de prata | Medalha de prata | Medalha de ouro  |               |
| Campeonato Soviético – Júnior                                                                            | Medalha de prata |                  |                 |                 |                   |                 |                   |                  |                  |                  |                  |               |
| |                  |                  |                 |                 |                   |                 |                   |                  |                  |                  |                  |               |
| Legenda: DSQ = Desclassificado; ? = Resultado desconhecido; Competição não foi disputada nesta temporada |                  |                  |                 |                 |                   |                 |                   |                  |                  |                  |                  |               |